# Luciano Berio

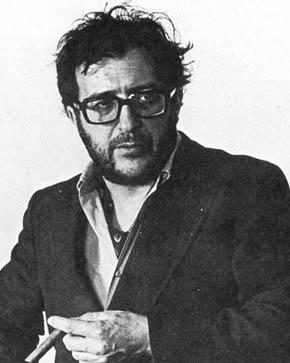
Luciano Berio

Luciano Berio (n. 24 octombrie 1925, Imperia, Liguria, Italia – d. 27 mai 2003, Roma, Italia) a fost un compozitor italian, cunoscut pentru munca sa experimenatală, cunoscut mai ales ca fiind unul din realizatorii unui final alternativ al operei Turandot a compozitorului Giacomo Puccini, precum și ca unul din pionierii muzicii electronice.

## Biografie
Luciano Berio a fost laureat al premiului Wolf pentru muzică în 1991.